# Champions Trophy 1980
Il Champions Trophy 1980 è stata la 2ª edizione dell'omonima competizione europea di pallamano.
Si sono affrontate la squadra vincitrice della Coppa dei Campioni 1979-1980, ovvero i tedesco occidentali del Großwallstadt, e la squadra vincitrice della Coppa delle Coppe 1979-1980, ossia gli spagnoli del Calpisa Alicante.
A conquistare il titolo è stato il Grosswallstadt che ha battuto per 19-15 il Calpisa Alicante.

## Le squadre
| Squadre          | Qualificazione                                | Partecipazioni precedenti (il grassetto indica la vittoria) |
| ---------------- | --------------------------------------------- | ----------------------------------------------------------- |
| Großwallstadt    | Vincitrice della Coppa dei Campioni 1979-1980 | 1 (1979)                                                    |
| Calpisa Alicante | Vincitrice della Coppa delle Coppe 1979-1980  | 0 (Esordiente)                                              |

## Finale
| Monaco di Baviera 1980 | Großwallstadt | 19 – 15 | Calpisa Alicante |  |